# Bolívar desnudo
El Bolívar Desnudo es un monumento realizado por Rodrigo Arenas Betancourt y el ingeniero Guillermo González Zuleta que se encuentra en la plaza de Bolívar de la ciudad colombiana de Pereira. 
El monumento fue inaugurado en agosto de 1963 con motivo del centenario de la ciudad.
Para su elaboración, Arenas firmó un contrato en enero de 1955 con el alcalde de Pereira Lázaro Nicholls por $300.000 pesos.
Tiene 14 toneladas de peso y fue fundido en bronce en el taller de Abraham González Holguín en México, y posteriormente transportado en barco desde el puerto de Acapulco.
Aunque la obra fue objeto de polémica en un principio, actualmente es un símbolo de la capital del Risaralda.